# Опікун (фільм)
Опікун (англ. The Guardian) — американський бойовик 2000 року.

## Сюжет
Багатий бізнесмен нанімає молого чоловіка для захисту від вбивці.

## У ролях
- Френк Загаріно — Пол Рендалл
- Брайан Джинесс — Стів Лейтон
- Стелліна Русіш — Меггі
- Роберт Саундерс
- Домініка Волскі — дівчина у барі
- Майк Допуд — байкер
- Джей Ер Касія — Мерсікс
- Крістін Баррі — Chrissie — барменша
- Деніс Корбетт — пішохід 1 (в титрах не вказаний)
- Іоланда Корбетт — пішохід 2 (в титрах не вказана)
- Скотт Меннінг — власник бару (в титрах не вказаний)